# Dolichiscus mirabilis
Dolichiscus mirabilis is een pissebed uit de familie Austrarcturellidae. De wetenschappelijke naam van de soort is voor het eerst geldig gepubliceerd in 1990 door Brandt.